# Тарханов, Иван Михайлович
Иван Михайлович Тарханов (Москвин) (6 февраля 1926, Москва — 31 мая 2004, там же) — советский актёр театра и кино, режиссёр и педагог. Заслуженный артист РСФСР (1969), Заслуженный деятель искусств РФ (1993). Потомок знаменитой театральной семьи. 
Отец — Михаил Тарханов (при рождении Москвин, впоследствии взял себе псевдоним Тарханов) — актёр театра и кино, режиссёр, педагог, младший брат Ивана Москвина — актёра, театрального режиссёра.

## Биография
Родился 6 февраля 1926 года. 
Зимой 1942/43 г. был рабочим мебельно-реквизиторского цеха МХАТ. Выпускник Школы-студии МХАТ первого набора, с 1947 г. вошел в труппу МХАТ, работал актером и режиссёром МХАТа.
Профессор Школы-студии имени В. И. Немировича-Данченко при МХАТе, выпустивший несколько актерских курсов. Заведовал кафедрой сценической речи и пластической культуры актера.
Преподавал на Актерском факультете Международного славянского института им. Г. Р. Державина со дня его основания. Был художественным руководителем первого набора 1997 года, выпуск 2001 года.
Умер 31 мая 2004 года.

## Награды
- Заслуженный артист РСФСР (1969).
- Заслуженный деятель искусств РФ (1993)[2].
- Награждён орденом Почёта (23.10.1998, в связи со 100-летием МХАТ)[3].

## Творчество

### Роли в театре
- 1949 — «Мещане» М. Горького — Пётр
- 1950 — «Вторая любовь» Е. Ю. Мальцева и Н. А. Венкстерн (по роману Е. Ю. Мальцева «От всего сердца») — Григорий Черемисин
- 1950 — «Разлом» Б. А. Лавренёва — Сигнальщик
- 1953 — «Ломоносов» Вс. В. Иванова — мастер Захар
- 1955 — «Синяя птица» М. Метерлинка — Пёс
- 1955 — «Двенадцатая ночь» У. Шекспира — ...
- 1957 — «Мария Стюарт» Ф. Шиллера — Вильям Сесиль, барон Берли, государственный казначей
- «На дне» М. Горького — Клещ
- 1971 — «Потусторонние встречи» по Л. В. Гинзбургу  — Яльмар Шахт
- 1972 — «Сталевары» Г. К. Бокарева — сталевар Сартаков
- 1972 — «Ревизор» Н. В. Гоголя — Ляпкин-Тяпкин

## Фильмография
Режиссёр
- 1969 — Егор Булычов и другие (фильм-спектакль)

Актёр
- 1948 — Искусство актёра (документальный)
- 1965 — Мещане (фильм-спектакль)
- 1970 — Боян Чонос (фильм-спектакль) — эпизод
- 1971 — День за днём — староста
- 1973 — Царская милость (фильм-спектакль)
- 1976 — Мария Стюарт (фильм-спектакль) — Вильям Сесиль, барон Берли, государственный казначей
- 1979 — Мёртвые души (фильм-спектакль) — секретарь
- 1981 — Уровень шума
- 1981 — Этот фантастический мир. Выпуск 6 (фильм-спектакль) — профессор

Озвучивание
- 1966 — Самый, самый, самый, самый — взрослый Львёнок
- 1979 — Сказка о хитрой Куме-лисе — Пан Бржезина
- 1986 — Я жду тебя, кит! — кит